# مطار سان خوسيه (ميندورو)
مطار سان خوسيه (بالإنجليزية: San Jose Airport (Mindoro))‏ (إياتا: SJI، إيكاو: RPUH) هو مطار عام يخدم مدينة سان خوسيه ويشغل المطار هيئة الطيران المدني الفلبينية.